# Lausanne
Lausanne (francouzsky  lozan), ve francouzštině ženský rod, v češtině se používá jako nesklonné jméno středního rodu, německy Lausannen, italsky Losanna, rétorománsky Losanna) je švýcarské město v západní frankofonní části země při severním břehu Ženevského jezera. Je politickou obcí a hlavním městem kantonu Vaud a také okresu Lausanne. S počtem obyvatel přibližně 144 tisíc je čtvrtým největším městem Švýcarska po Curychu, Ženevě a Basileji.
Město Lausanne je součástí metropolitního regionu Ženeva-Lausanne a tvoří přes desetinu obyvatel tohoto regionu. Se 42,6 % cizinců (obyvatel s trvalým pobytem, avšak bez švýcarského občanství) patří Lausanne vedle Ženevy a Basileje ke švýcarským městům s vysokým podílem cizinců.
Lausanne je důležitým hospodářským, kulturním a vzdělávacím centrem a také významným dopravním uzlem západního Švýcarska. V Lausanne sídlí Švýcarský federální nejvyšší soud, Mezinárodní sportovní arbitráž a Švýcarský filmový archiv. V komplexu Maison du Sport International nedaleko Ženevského jezera sídlí administrativní centrála mnoha světových sportovních federací, například Mezinárodního olympijského výboru, jím řízené a spravované Olympijské muzeum a univerzita UNIL. Od roku 1994 nese město oficiální titul „hlavní město olympijských her“.
V roce 1923 zde byla podepsána Lausannská smlouva.

## Geografie

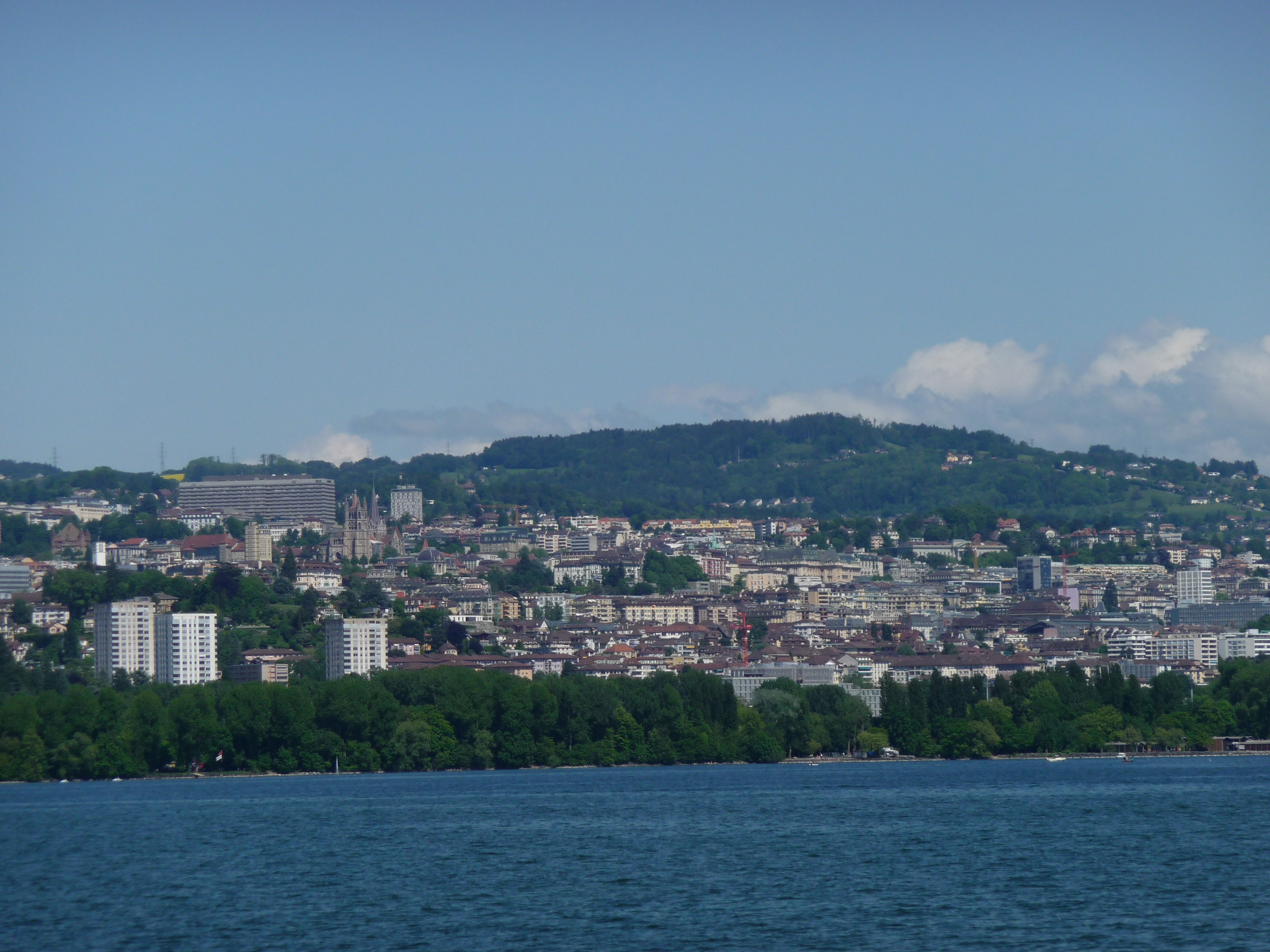
Pohled na město od Ženevského jezera

Lausanne se nachází ve střední části regionu Vaud na severním břehu Ženevského jezera. Území obce o rozloze 41,4 km² zahrnuje v jižní části horský svah prudce stoupající od jezera s hustě zastavěnou městskou oblastí Lausanne. Je ohraničena dvěma přítoky Ženevského jezera, řekami Chamberonne na západě a Vuachère na východě. V centru města se stékají potoky Louve a Flon, které jsou v současnosti z větší části svedené do potrubí. Údolí řek oddělují tři pahorky Cité, Le Bourg a Saint-Laurent. Od břehu jezera ve výšce 372 m n. m. se městská oblast rozprostírá přes plochý okrajový pás břehu jezera, který je podle polohy široký až 500 m, a dále směrem na sever na náhorní plošinu La Blécherette (620 m n. m.), do lesní oblasti Bois de Sauvabelin (663 m n. m.) a na terasu Vennes (až 700 m n. m.). Centrum města se nachází v nadmořské výšce 495 m n. m.
Na severovýchodě přiléhá k sídelní oblasti úzký pás území obce, který se táhne po svahu Montblessonu mezi údolími Flon Morand a Chandelar, obě v povodí řeky Paudèze, a až k náhorní plošině Jorat. Zde se nachází průsmyk Col du Chalet-à-Gobet (873 m n. m.) na švýcarské hlavní silnici číslo 1, která vede z Lausanne přes Moudon do Bernu. Severně od něj se rozkládá rozsáhlá lesní oblast Bois du Jorat, v níž se nachází jen několik malých mýtin (Chalet des Enfants, Chalet Boverat, Les Saugealles a Moille Saugeon). Nejvyšší bod v oblasti města Lausanne na Montagne du Château je zároveň nejvyšší nadmořskou výškou masivu Jorat (929 m n. m.). Touto pahorkatinou prochází kontinentální rozvodí mezi povodími Rhôny na jihu a Rýna na severu. Nejsevernější část oblasti města zahrnuje prameny a horní tok řeky Talent, která patří do povodí Rýna.

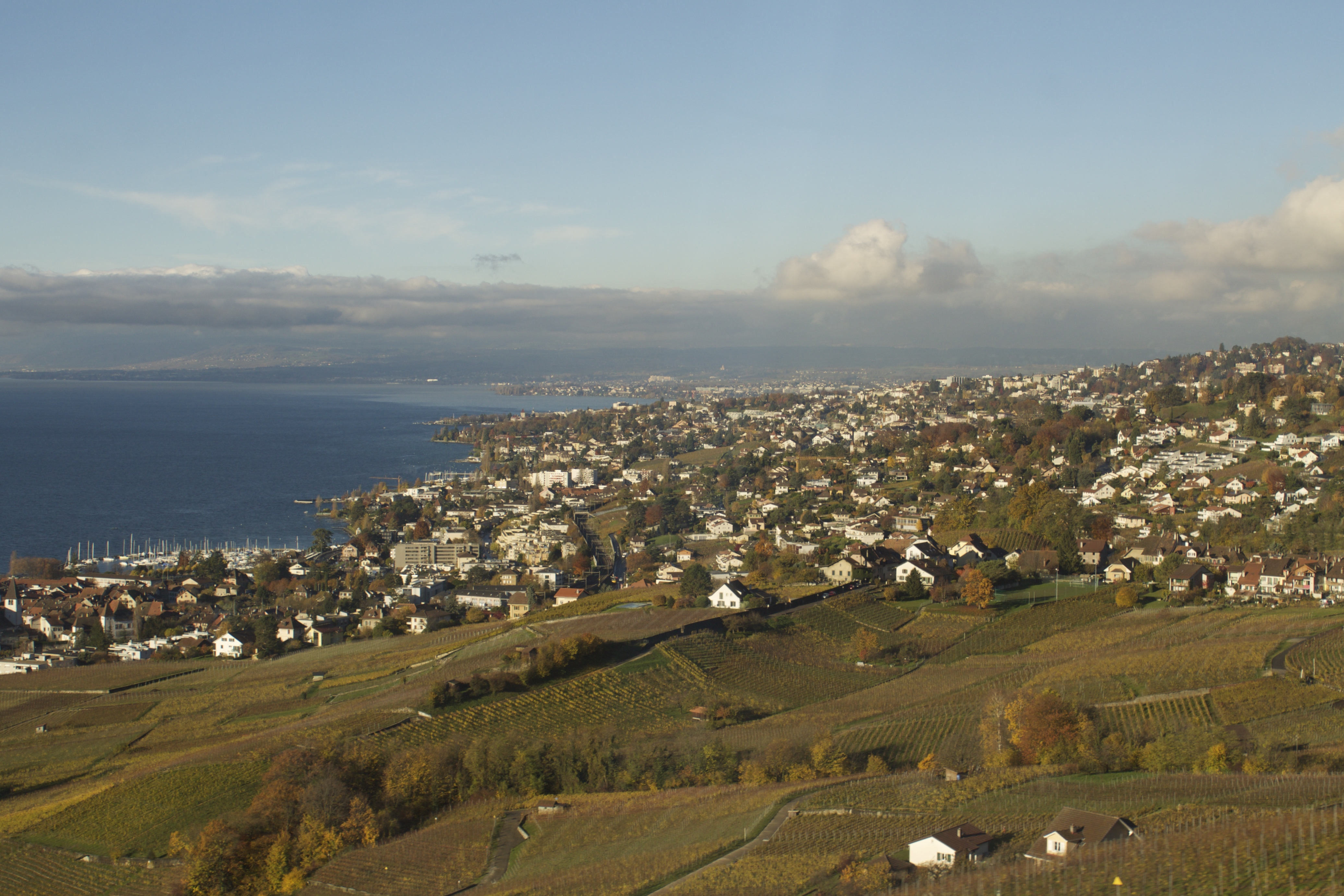
Pohled na jihovýchodní okraj města; Ženevské jezero v pozadí

Na severozápadě patří oblast Vernand k Lausanne jako exkláva. Tato oblast je na západě a severu ohraničena údolím řeky Mèbre, která je přítokem Chamberonne a která je zahloubena do náhorní plošiny. Oblast zahrnuje lesy Bois de Vernand-Dessous, zemědělské a sídelní oblasti a průmyslovou a obchodní oblast Vernand.
Sousedními obcemi jsou Bottens, Bretigny-sur-Morrens, Chavannes-près-Renens, Cheseaux-sur-Lausanne, Crissier, Cugy, Ecublens, Epalinges, Froideville, Jouxtens-Mézery, Le Mont-sur-Lausanne,  Montpreveyres, Morrens, Prilly, Pully, Renens, Romanel-sur-Lausanne, Saint-Sulpice, Savigny a francouzské obce Évian-les-Bains, Lugrin, Maxilly-sur-Léman a Neuvecelle. Při zpracování z roku 2000 počítal Federální statistický úřad do aglomerace Agglomération lausannoise oblast s 65 obcemi.
Podle územní statistiky z roku 1997 tvořila 42,9 % území obce Lausanne zastavěné plochy, 39,6 % lesy a lesní pozemky, 17,3 % zemědělská půda a 0,2 % neproduktivní půda.

### Příroda
V rozsáhlých zalesněných oblastech na severu a podél vodních toků Lausanne se některé oblasti zachovaly v přírodním stavu. Slouží jako rekreační oblasti v blízkosti aglomerace Lausanne a poskytují životní prostředí pro zvířata a rostliny. S rozlohou 40 km² je Jorat největší souvislou lesní oblastí v západní části Švýcarské plošiny. Přírodní krajina by měla být lépe chráněna jako Parc naturel du Jorat; za tímto účelem město Lausanne a čtyři další obce, které mají podíl na lesní oblasti, založily sdružení Jorat parc naturel.
Na západ od centra města, na břehu Ženevského jezera, se nachází Parc Louis Bourget, historický park, vedle kterého se nachází sídlo Mezinárodního olympijského výboru. Území parku zahrnuje lužní les při ústí řeky Chamberonne do Ženevského jezera a mokřadní biotop; tato zóna je jedinečnou přírodní rezervací.

### Členění města

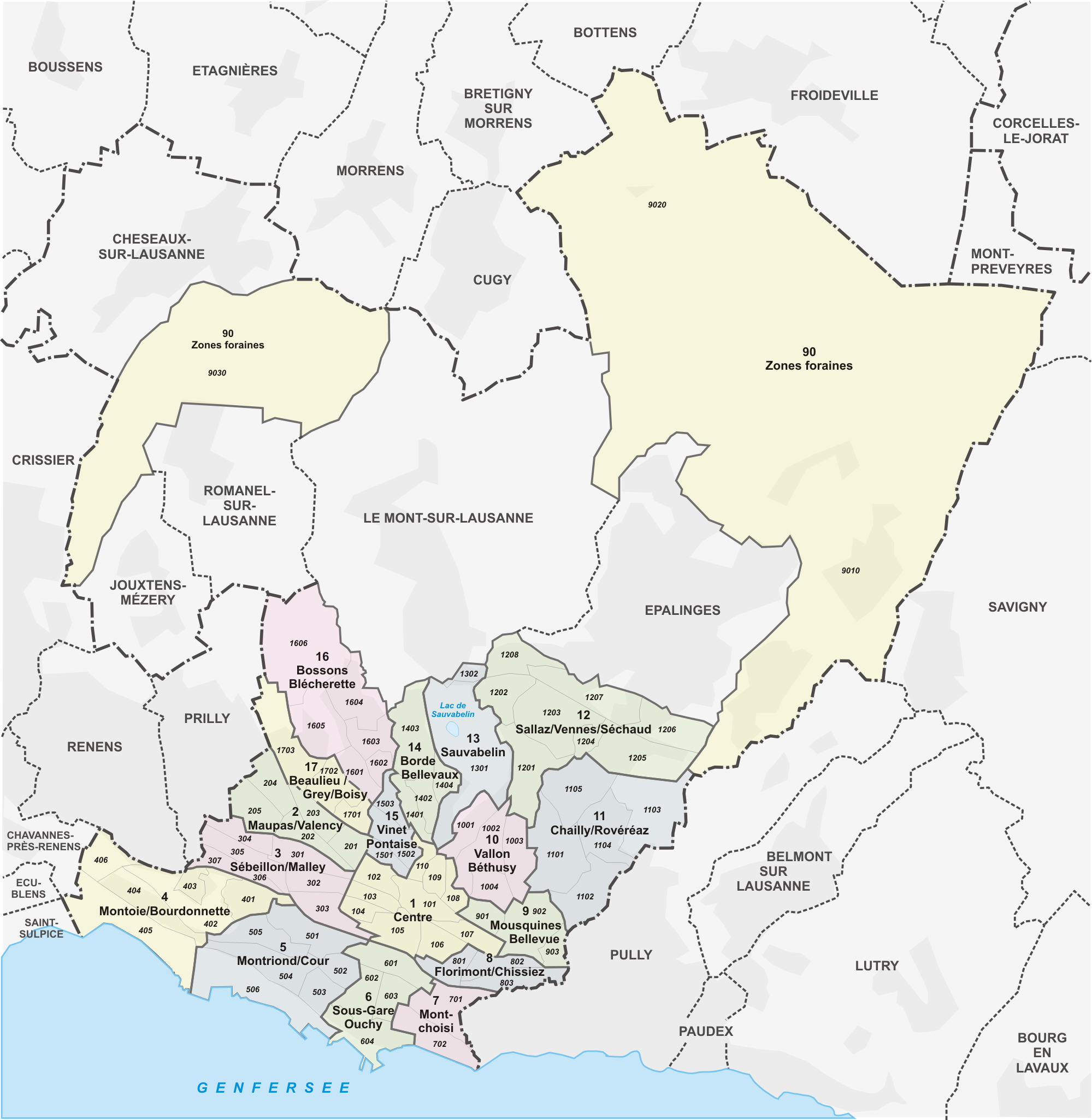
Mapa čtvrtí města Lausanne

Centrum Lausanne tvoří čtvrti La Cité, Le Bourg, La Palud, Saint-Laurent a Le Pont. Přibližně do poloviny 19. století tvořily tyto čtvrti vlastní město Lausanne. Poté se město dále rozšiřovalo a okolní bývalé vesnice a osady byly začleněny do městské zástavby nebo se z nich staly obytné čtvrti. Patří k nim například Ouchy, Vidy a Cour u břehu jezera, Malley na nejnižší terase západně od města, La Blécherette a Bellevaux na náhorní plošině severně od města, Chailly (570 m n. m.) v údolí Vuachère, La Sallaz (616 m n. m.), Vennes a Rovéréaz na svazích východně od údolí řeky Flon.
Téměř celý svah Lausanne je dnes zastavěn, ale má několik větších volných ploch (parky, malé zalesněné plochy). Osídlená oblast Lausanne se rozrostla společně s oblastmi Chavannes-près-Renens, Renens, Prilly, Le Mont-sur-Lausanne, Epalinges a Pully bez jakýchkoli mezer.
Kromě toho patří ve venkovské severní části katastru k městu osady Montblesson (737 m n. m.) na svahu východně od Flon Morand, Vers-chez-les-Blancs (837 m n. m.), La Vulliette (850 m n. m.) a Le Chalet-à-Gaulan (850 m n. m.), které byly mezitím rovněž částečně doplněny novou zástavbou, Le Chalet-à-Gobet (861 m n. m.) na náhorní plošině Jorat, na úplném severu Montheron (723 m n. m.) a La Râpe (711 m n. m.) na Talentu, La Bérallaz (737 m n. m.) na jihu a Chalet Marin (736 m n. m.) na severu údolí Talentu. Exkláva Vernand zahrnuje obce Vernand-Dessus (645 m n. m.), Vernand-Dessous (613 m n. m.) a Le Boulard (560 m n. m.) a průmyslové a obchodní zóny Vernand a Bel-Air.

## Historie

### Pravěk a starověk

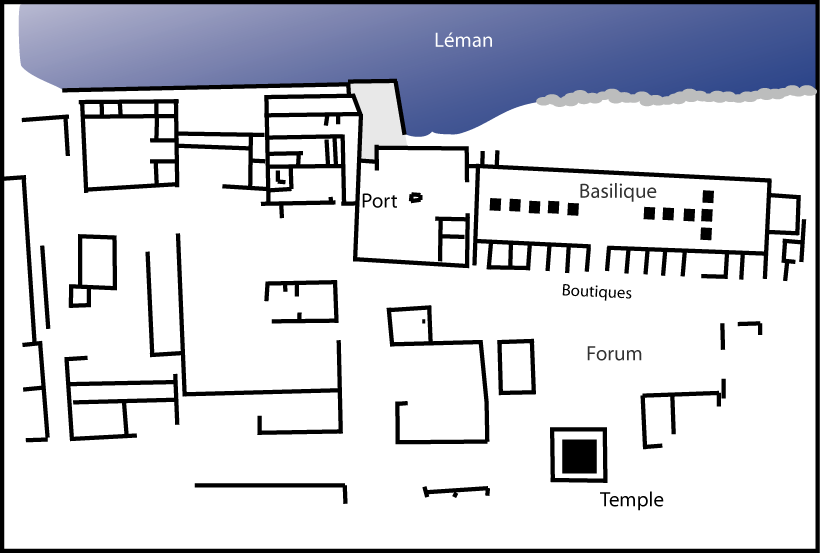
Plán ruin osady Lousonna v dnešním centru města

Městská oblast Lausanne byla osídlena již ve 4. tisíciletí před naším letopočtem. Po začlenění Helvécie do Římské říše se v oblasti dnešního Vidy, v místě přestupu z obchodních lodí na Ženevském jezeře na vozy tažené koňmi, rozvinul galorománský vicus Lousonna, jehož obyvatelé jsou poprvé zmiňováni v nápisech ve 2. století n. l. Původní obyvatelé, Helvéciové, se s Římany smísili. Název místa lze odvodit od keltského útvaru z *lausā „kamenná deska“ a přípony -ŏnna, která je častá v názvech vodních ploch a mohla původně označovat řeku Flon. Osada pravděpodobně dosahovala velikosti 1,2 km na délku a 250 m na šířku, což z ní činilo největší vicus na území dnešního Švýcarska. Další nápisy nalezené v oblasti Vidy zmiňují lodníky na Ženevském jezeře (nautae lacu Lemanno), organizované jako profesní skupina, několik římských památek postavených v Lousonně pro kult bohů (Ceres, Merkur, Apollón, Solus, Luna, Neptun) a několik obyvatel tohoto vicusu. Na počátku 21. století byly při vykopávkách objeveny ruiny dosud neznámého římského amfiteátru v Lousonně, který byl postaven pravděpodobně ve 3. století. Pozůstatky kamenných staveb římské až galorománské kamenné osady s templem, obdélnou bazilikou obestavěnou sloupy a se základy obytných staveb, jsou volně přístupné jako archeologický park, hlavní expozice je v přilehlém muzeu.
V průběhu 3. století bylo toto římské sídliště pravděpodobně také ohrožováno při útocích západogermánských Alamanů a snad poprvé zničeno kolem roku 260. Pravděpodobně po polovině 4. století a snad až poté, co římská armáda opustila kolem roku 400 rýnskou hranici, byla osada definitivně opuštěna. Ve 3. století se na kopci, kde dnes stojí katedrála, rozvinula malá řemeslnická osada či útočiště. Název římské osady byl nyní přenesen na toto místo.
V 6. století byl na tomto kopci postaven první křesťanský kostel, zasvěcený svatému Thyrsovi. Ve druhé polovině 6. století přenesl biskup Marius svůj stolec z Avenches do Lausanne a založil tak biskupství v Lausanne. V roce 594 byl pohřben v tehdejším kostele.
V roce 990 se anglosaský biskup Sigerich zmínil o vesnici Lousonna ve svém popisu poutní cesty do Říma.

### Středověk

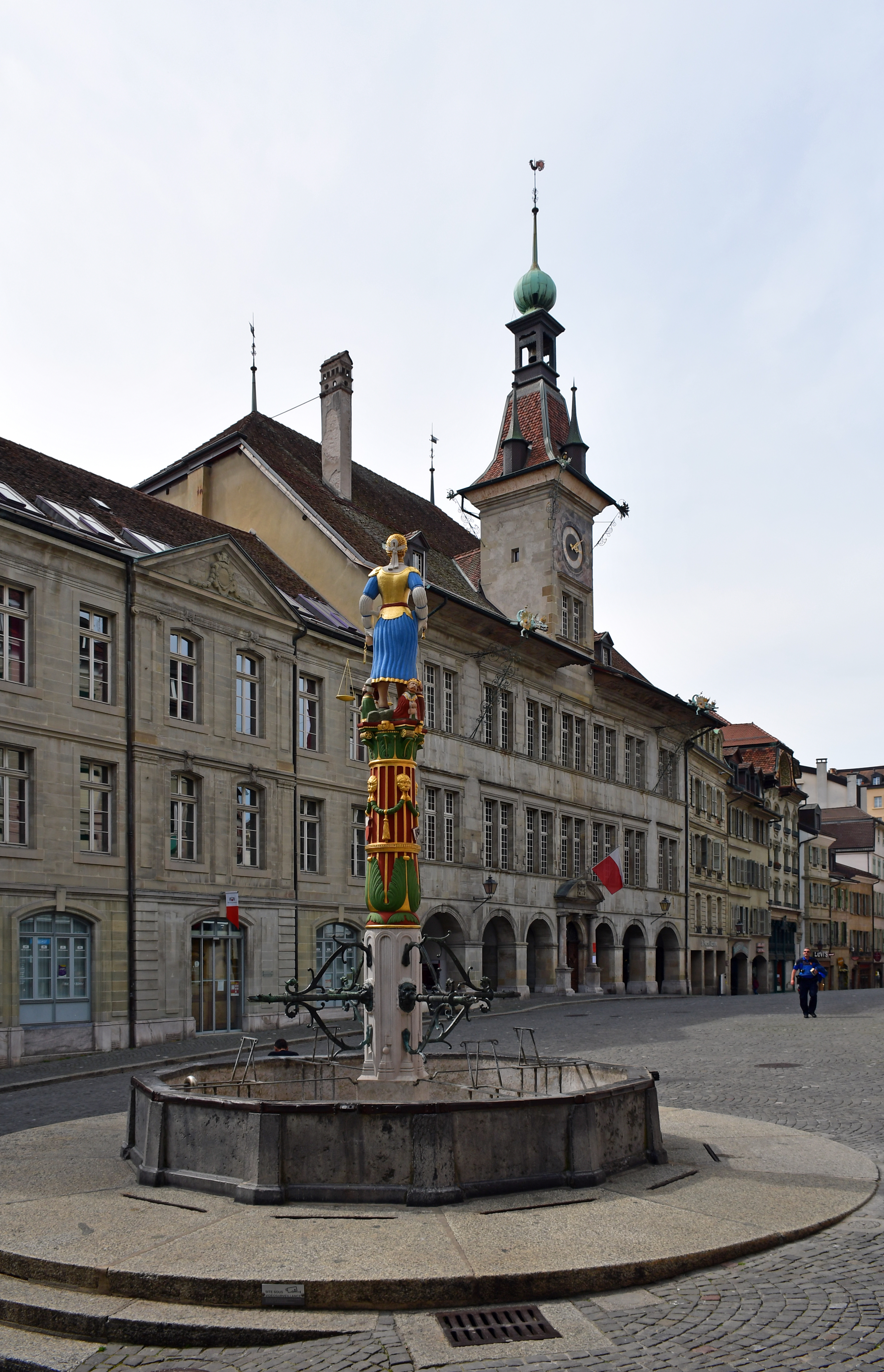
Radnice Palud Justice

Zpočátku ještě poměrně malé město patřilo v letech 888 až 1032 ke království Horní Burgundsko. Během 11. století se Lausanne rozvinulo v politické, hospodářské a náboženské centrum. Město se stalo centrem světské vlády biskupů. V následujícím období, zejména ve 12. a 13. století, zažilo Lausanne skutečný rozkvět. Konečně v roce 1275 byla za přítomnosti papeže Řehoře X. a krále Rudolfa I. Habsburského vysvěcena katedrála Notre-Dame.
Obyvatelé Lausanne, kteří si v roce 1234 vybojovali svá první politická práva, se v následujících staletích opakovaně dočkali podpory savojských hrabat proti vládě biskupů. V roce 1476 bylo město obsazeno burgundskými vojsky pod vedením Karla Smělého a po bitvě u Grandsonu vypleněno konfederáty. Dne 6. července 1481 došlo ke spojení Cité a Dolního města, které se do té doby vyvíjely samostatně. V roce 1525 uzavřelo město smlouvy o hradních právech s Bernem a Fribourgem.

### Nadvláda Bernu

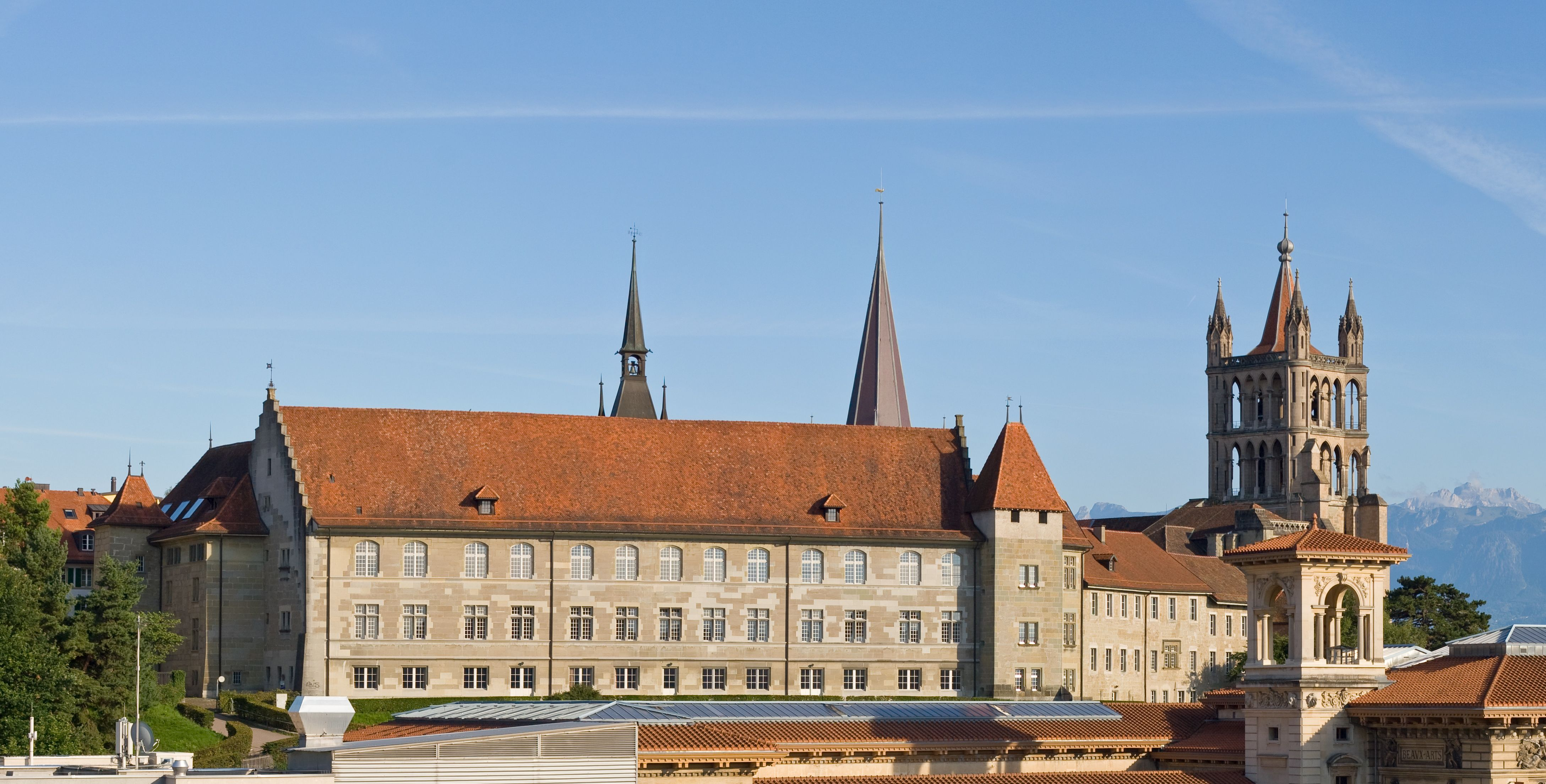
Historická budova Akademie v Lausanne

Nová kapitola v dějinách města Lausanne se začala psát v roce 1536, kdy vládci městského státu Bern pod vedením nejvyššího hejtmana Hanse Franze Nägeliho dobyli doposud savojský Vaud. V roce 1536 zřídil Bern „Amt Lausanne“ (úřad Lausanne), komitát ve Welschlandu (Vaudu), který byl svým rozsahem mnohem větší než současný okres Lausanne. Rozkládal se od Venoge na severozápadě podél břehu Ženevského jezera na východ až před město Vevey, zahrnoval náhorní plošinu Jorat na severu a zasahoval do povodí řeky Broye na severovýchodě. Úřad v Lausanne (francouzsky Bailliage de Lausanne) byl rozdělen na okrsky Lausanne, Lutry, Villette, Glérolles, Corsier a Dommartin. Prvním lausannským hofmistrem byl v Bernu zvolen Sebastian Nägeli († 1549), bratr Hanse Franze Nägeliho.
Bernské úřady prosazovaly reformaci ve Vaudu a také v Lausanne a tehdejší biskup Sébastien de Montfalcon musel uprchnout do Savojska. Lausanne tak ztratilo status biskupského sídla (moderní biskupství Lausanne, Ženeva a Fribourg sídlí od roku 1613 ve Fribourgu). Lausanne je jedním z deseti švýcarských měst, kterým Federace protestantských církví v roce 2017 udělila označení „město reformace“.
Pro správu města udělil Bern nařízením z 1. listopadu 1536 významné právní pravomoci městské radě. Zatímco dohled nad Cité a vnějšími oblastmi úřadu v Lausanne náležel hofmistrovi, v ostatních městských čtvrtích měla městská rada spolu se Seigneurie de Lausanne soudní pravomoci.
Krátce po převzetí moci, v roce 1537, založili Bernští ve městě Schola Lausannensis, z níž se později stala teologická Académie de Lausanne a v 19. století Université de Lausanne. Profesoři akademie formovali vědecký výzkum v západním Švýcarsku v několika oblastech.
Skutečnost, že bernské úřady učinily z obyvatel Lausanne své poddané a Lausanne se tak stalo jedním z mnoha venkovských měst v Bernské republice, vzbudila u některých obyvatel odpor. Proto došlo k několika povstáním proti bernské nadvládě, včetně spiknutí Isbranda Dauxe v roce 1588, který chtěl Vaud přivést zpět pod Savojsko, a povstání pod vedením Jeana Daniela Abrahama Davela v roce 1723.

### Moderní historie

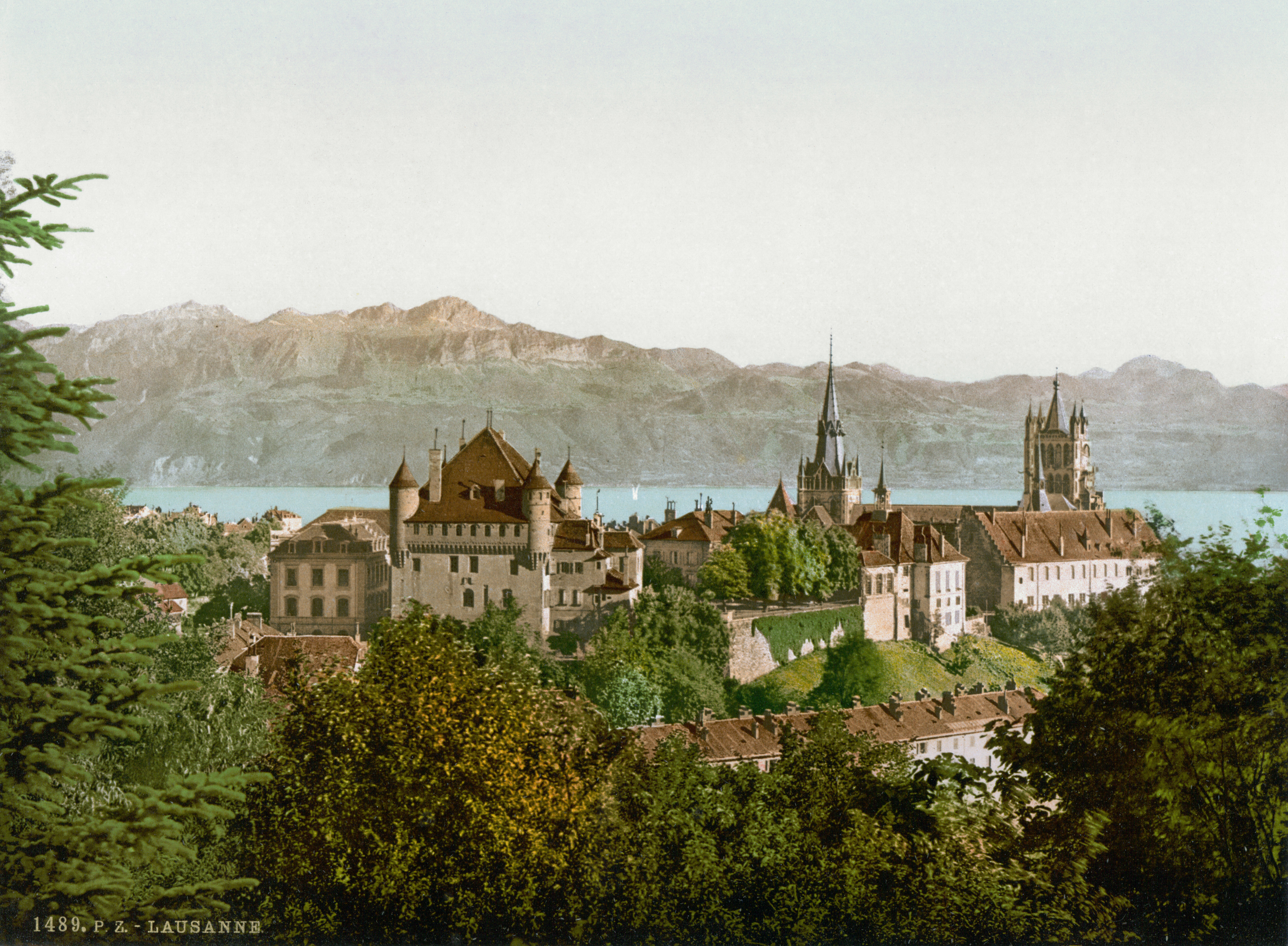
Cité okolo roku 1900

Letecký pohled z roku 1919

Po dobytí Švýcarska Francií a pádu starého režimu v roce 1798 opustil Vaud bernskou nadvládu. Poslední bernský hofmistr Ludwig von Büren opustil město Lausanne 24. ledna 1798. Ten samý den se v Lausanne na radnici na náměstí Place de la Palud sešel ústřední výbor stavovského shromáždění Vaudois, kterému předsedal Henri Monod, a před radnicí byla poprvé vztyčena zelená vlajka nezávislého Vaudu. 25. ledna 1798 se v Lausanne konalo stavovské shromáždění tzv. Vaudois. Vaud byla jako samostatný správní region začleněn do nového kantonu Léman v Helvétské republice. Lausanne se nyní stalo hlavním městem části země a od přijetí Ústavy o zprostředkování v roce 1803 dokonce centrem formálně nezávislého území, nově vytvořeného kantonu Vaud. Od roku 1811 sídlila v zámku Saint-Maire kantonální vláda, tzv. Státní rada Vaudu (francouzsky Conseil d’État).
Jako hlavní město jednoho z větších švýcarských kantonů zažilo město v průběhu industrializace v 19. století prudký hospodářský rozmach. Po otevření nádraží v Lausanne v roce 1856 společností Compagnie de l’Ouest Suisse a železničních tratí do Bernu, Ženevy, Yverdonu a Neuchâtelu, přes Vallorbe do Paříže, a také Simplonské dráhy, získalo Lausanne funkci důležitého dopravního uzlu. V důsledku čilé stavební činnosti se Lausanne již v roce 1900 rozrostlo na dnešní hranice města. Projekty na připojení sousedních měst Renens, Prilly a Epalinges ztroskotaly v první polovině 20. století na odmítavém postoji obyvatel předměstí. Průmysl v 19. století postupně vytlačil tradiční vinařství a zemědělství, koncem 20. století jej zase vytlačily finance a služby.
V roce 1910 byl zahájen provoz letiště Lausanne-La Blécherette. Během první světové války přesunul Mezinárodní olympijský výbor (MOV) své sídlo z Paříže do Lausanne pod vedením generálního tajemníka Pierra de Coubertina. V letech 1916–1919 stál v čele výboru Coubertinův zástupce a pokladník MOV Godefroy de Blonay. V roce 1954 byl postaven fotbalový a atletický stadion Stade Olympique de la Pontaise. V roce 1964 město hostilo Švýcarskou národní výstavu Expo 64.
V roce 2015 byl Lausanne Společenstvím protestantských církví v Evropě udělen čestný titul Evropské město reformace.

### Smlouvy
Lausannská smlouva byla uzavřena 24. července 1923 na zámku Ouchy. Od června do července 1932 probíhala na konferenci v Lausanne jednání o německých reparacích. V roce 1946 se v Lausanne sešel Anglo-americký vyšetřovací výbor pro Palestinu. Další izraelsko-palestinská konference následovala v roce 1949.

## Obyvatelstvo

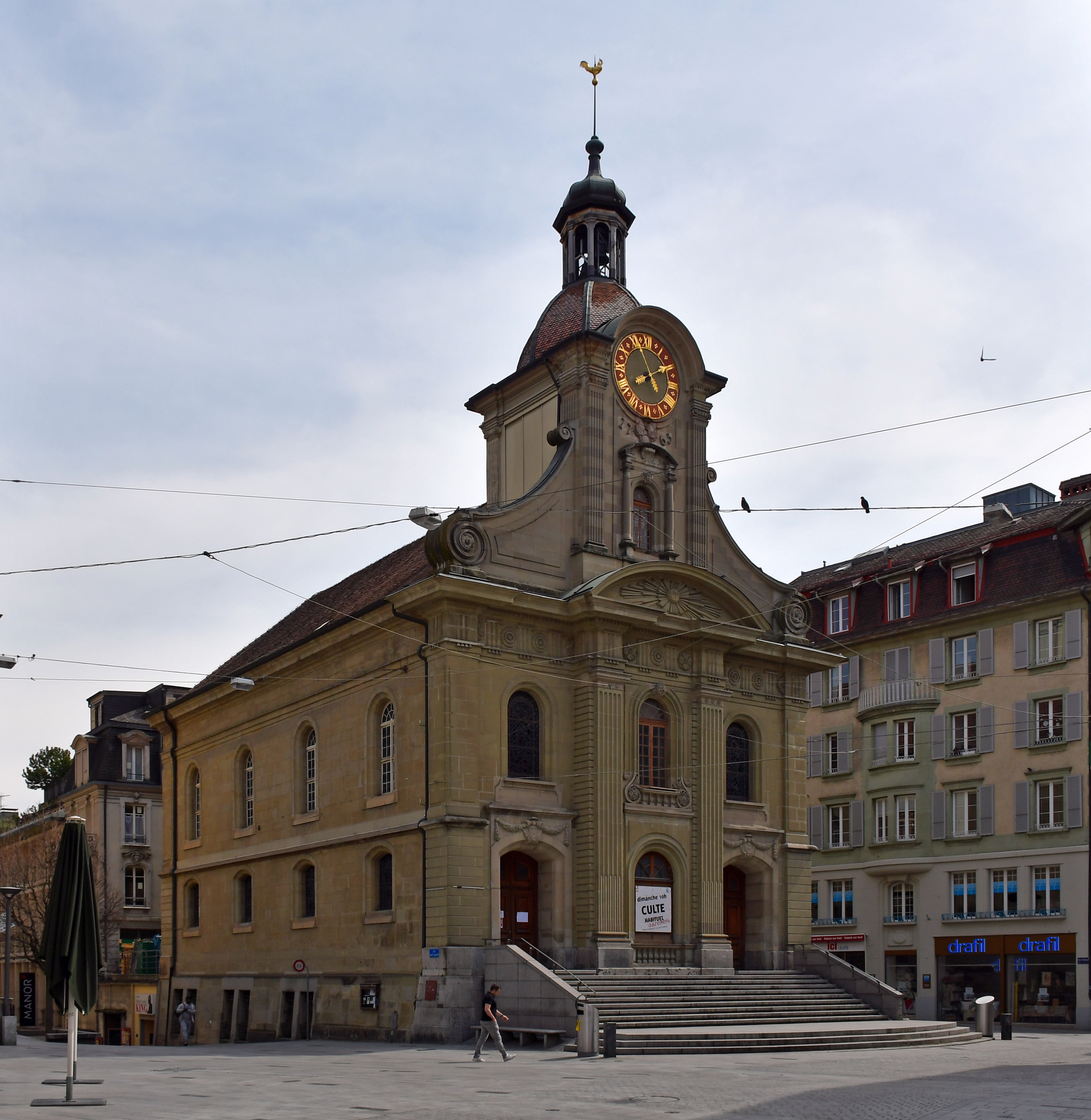
Kostel Saint-Laurent

V Lausanne žije přibližně 144 tisíc obyvatel. Kromě toho zde žije přibližně 10 000 dalších osob, buď švýcarských státních příslušníků s hlavním bydlištěm v jiné obci, nebo sezónních obyvatel (pouze s povolením k přechodnému pobytu). Ti jsou zahrnuti ve statistikách města Lausanne, které ke konci prosince 2008 uváděly 130 726 obyvatel, ke konci února 2017 pak evidenční úřad obyvatel města Lausanne uváděl 144 069 obyvatel.
Lausanne je čtvrtým největším městem Švýcarska co do počtu obyvatel. V rámci širší aglomerace Lausanne (podle Spolkového statistického úřadu) - která má přibližně 317 000 obyvatel - tvoří jádro aglomerace uzavřená sídelní oblast Morges a Tolochenaz na západě, Romanel-sur-Lausanne na severu a Lutry na východě s přibližně 250 000 obyvateli. Metropolitní oblast Ženeva-Lausanne je velkou rozvojovou oblastí u Ženevského jezera a má 1,2 milionu obyvatel.
Z celkového počtu obyvatel je hovoří 78,8 % francouzsky, 4,3 % německy a 4,0 % italsky (stav k roku 2000). K 30. září 2017 tvořili cizinci 43 procent z celkového počtu obyvatel (obyvatelé bez švýcarského občanství; zejména Italové, Španělé, Portugalci, Turci a Asiaté). Starý románský hovorový jazyk západního Švýcarska, franko-provensálština, se nejpozději od 19. století v městských oblastech, jako je Lausanne, téměř nepoužívá; pouze tradiční franko-provensálské názvy míst a polí tento jazyk stále připomínají.
Počet obyvatel Lausanne prudce rostl od konce 19. století přibližně do roku 1960. V roce 1946 byla překročena hranice 100 000 obyvatel. Vrchol byl zaznamenán v roce 1970 s více než 137 000 obyvateli. V důsledku hospodářské krize v 70. letech 20. století spojené s emigrací zahraničních pracovníků se počet obyvatel v následujícím desetiletí snížil o více než 10 000 osob. Poté se počet obyvatel pohyboval kolem 128 000. V letech 1990 až 1997 a 2000 zaznamenalo Lausanne pokles počtu obyvatel, v letech 1998–1999 a od roku 2001 se počet přistěhovalých výrazně zvýšil. Mezi lety 1990 a 2015 zaznamenal největší nárůst rok 2009, kdy přibylo 2 554 obyvatel.
| Rok            | 1798 | 1813   | 1850   | 1900   | 1910   | 1930   | 1950    | 1960    | 1970    | 1980    | 1990    | 2000    | 2010    | 2015    |
| Počet obyvatel | 8000 | 13 000 | 17 108 | 46 732 | 64 446 | 75 915 | 106 807 | 126 328 | 137 383 | 127 349 | 128 112 | 124 914 | 127 821 | 141 325 |

### Náboženství
Podíl obyvatel, hlásící se ke katolické a reformované církvi, se v roce 2015 dostal pod hranici 50 %. V roce 2012 se ke křesťanské víře hlásila většina obyvatel starších 15 let, a to 57,4 %. K římskokatolické církvi se hlásí 33,6 %, k evangelické reformované církvi 17,2 %, k jiným křesťanským denominacím 6,6 %. Bez vyznání bylo 30,0 %, k islámskému vyznání se hlásilo 7,3 % a k židovskému 0,6 %.

## Politika

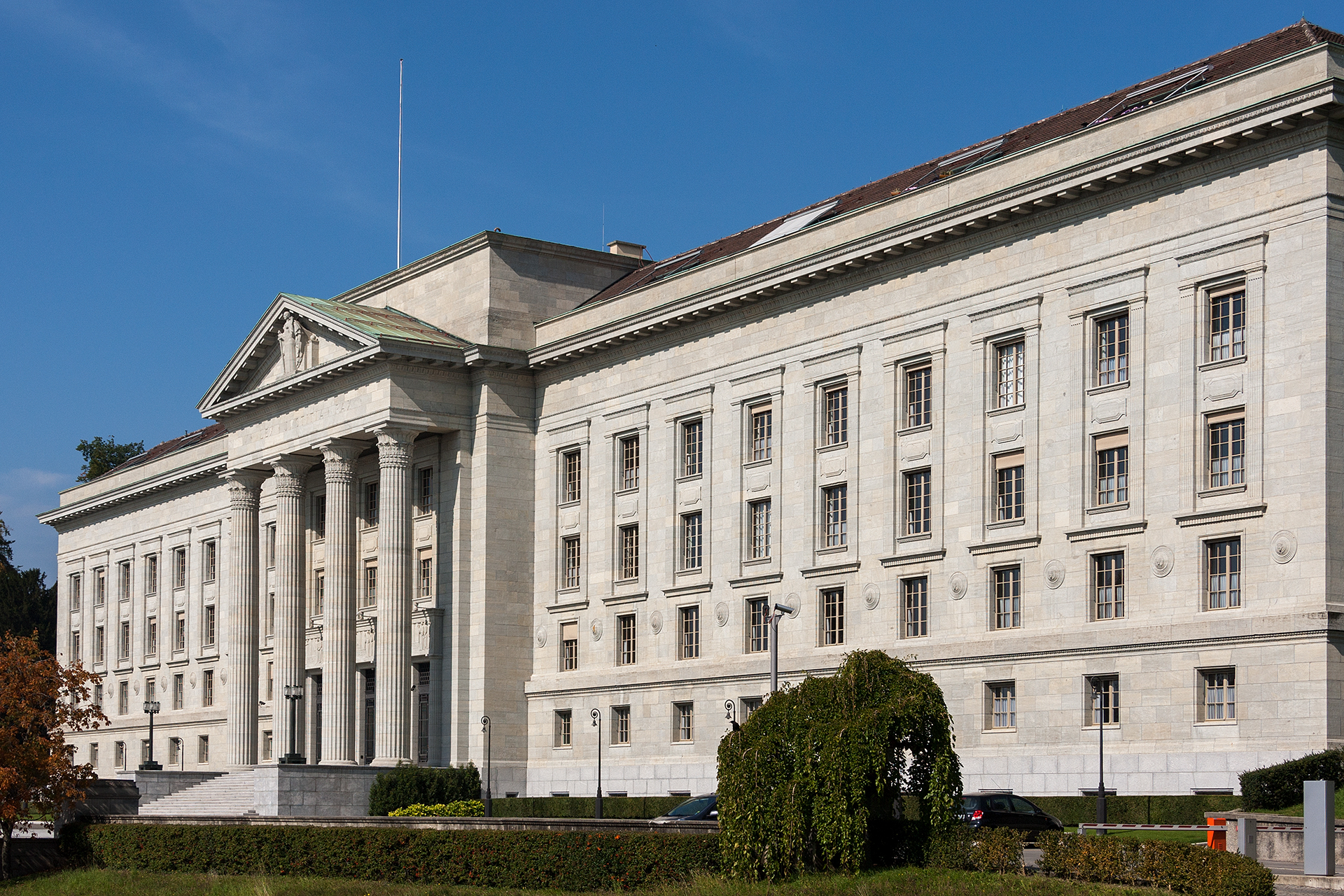
Budova federálního nejvyššího soudu v Lausanne

Město Lausanne má zákonodárný orgán, městskou radu (Conseil communal), jejíž 100 členů je voleno v poměrném zastoupení na pět let. Výkonnou složkou města je Municipalité, sedmičlenná rada, volená většinově ve dvou kolech na 5 let. Každý radní vede jeden odbor radnice. Municipalité stojí v čele městské správy.
Městská správa sídlí již od 16. století v budově Hôtel de Ville de la Palud. Federální nejvyšší soud sídlí v Lausanne od roku 1874. 

## Hospodářství

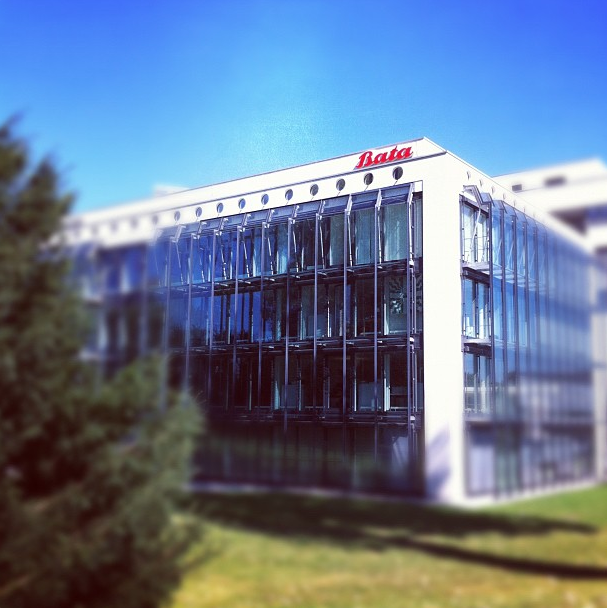
Sídlo společnosti Baťa v Lausanne

Lausanne je vedle Ženevy nejdůležitějším hospodářským a správním centrem západního Švýcarska. Přibližně 83 % pracovní síly je zaměstnáno v sektoru služeb, sekundární sektor tvoří přibližně 17 % pracovní síly a méně než 1 % pracuje v primárním sektoru.
Až do počátku 20. století se na jižních svazích pod starým městem nacházelo několik malých vinic a zemědělských ploch. S rozšiřováním sídelního území pěstování vinné révy v současnosti téměř zcela zaniklo. Dnes se na náhorních plošinách Joratu provozuje chov dobytka a chov dojnic. Díky rozsáhlým lesním plochám v Bois du Jorat hraje určitou roli také lesnictví.
Průmyslové odvětví bylo důležité zejména v první polovině 20. století. Průmyslové a obchodní zóny vznikaly podél železniční trati na západ od města a na úpatí svahu u břehu Ženevského jezera. S rostoucími prostorovými nároky průmyslu však byly některé podniky přemístěny na předměstí, zejména na západní a severozápadní okraj Lausanne (Renens, Crissier, Bussigny-près-Lausanne).
Dnes se průmysl v Lausanne soustřeďuje především na stavebnictví, strojírenství, kovovýrobu, potravinářství a tabákový průmysl, přesnou mechaniku, elektroniku a optiku, ale také na polygrafii, tisk a vydavatelství.
Služby se zaměřují na obchod, cestovní ruch, administrativu, bankovnictví a pojišťovnictví a také na dopravu a přepravu. Lausanne je sídlem různých mezinárodně i celostátně významných institucí, kantonální, okresní a městské správy. Od roku 1874 sídlí v Lausanne Federální nejvyšší soud. Ve městě sídlí také řada konzulátů a sekretariát Programu OSN pro životní prostředí (UNEP). Významnými výzkumnými institucemi jsou Centre de Recherches européennes - Fondation Jean Monnet pour l'Europe, Centre de recherches sur les lettres romandes, Institut Benjamina Constanta a Švýcarský institut věd o umění.
Mezi hlavní společnosti se sídlem v Lausanne patří Swiss Medical Network (zdravotní péče), Compagnie financière Tradition (mimoburzovní obchodování s akciemi), Edipresse (média), Golay-Buchel (klenoty), Landolt & Cie (správa majetku), Publigroupe (reklama a marketing) a Vaudoise Assurances (pojištění). V Lausanne sídlí také centrála obuvnické společnosti Baťa.

## Doprava

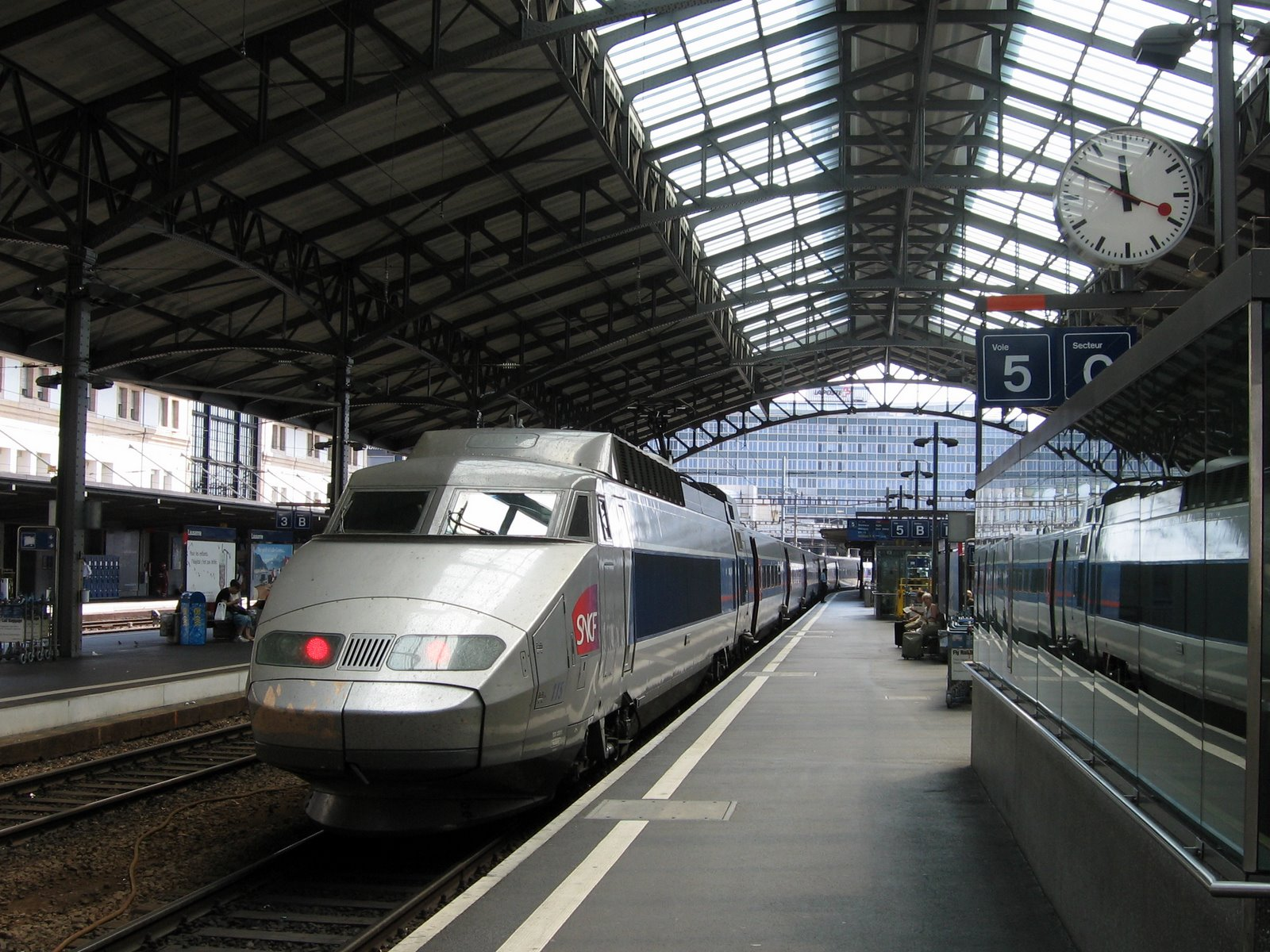
Vlak TGV ve stanici Lausanne

Lausanne je dopravním uzlem západního Švýcarska. Leží na staré hlavní a obchodní cestě ze Ženevy přes průsmyk Chalet-à-Gobet do Bernu, dnešní hlavní silnici č. 1. Další spojení, důležitá již od starověku, existují podél Ženevského jezera do Vevey a Montreux a do alpských průsmyků, stejně jako na sever do Cossonay, Orbe a Yverdon-les-Bains a dále přes Juru do Francie. V centru města se kříží hlavní silnice číslo 1, 5 a 9.
Na začátku 60. let 20. století byla postavena dálnice A1 ze Ženevy do Lausanne, která končí u Lausanne-Vidy. Úsek byl zprovozněn v roce 1964 kvůli národní výstavě Expo 64. Dnes tvoří úsek mezi křižovatkou Ecublens a Lausanne-Vidy západní městský přivaděč Lausanne pod označením A1A. Severní obchvat Lausanne je úsekem dálnice A9, který vede z Orbe do Sierre v kantonu Valais. Tento úsek překonává údolí lausannských řek několika mostními objekty, například Viaduc de la Chocolatière. Částečně byla dálnice A9 otevřena v roce 1964 a do plného provozu přešla v roce 1973.

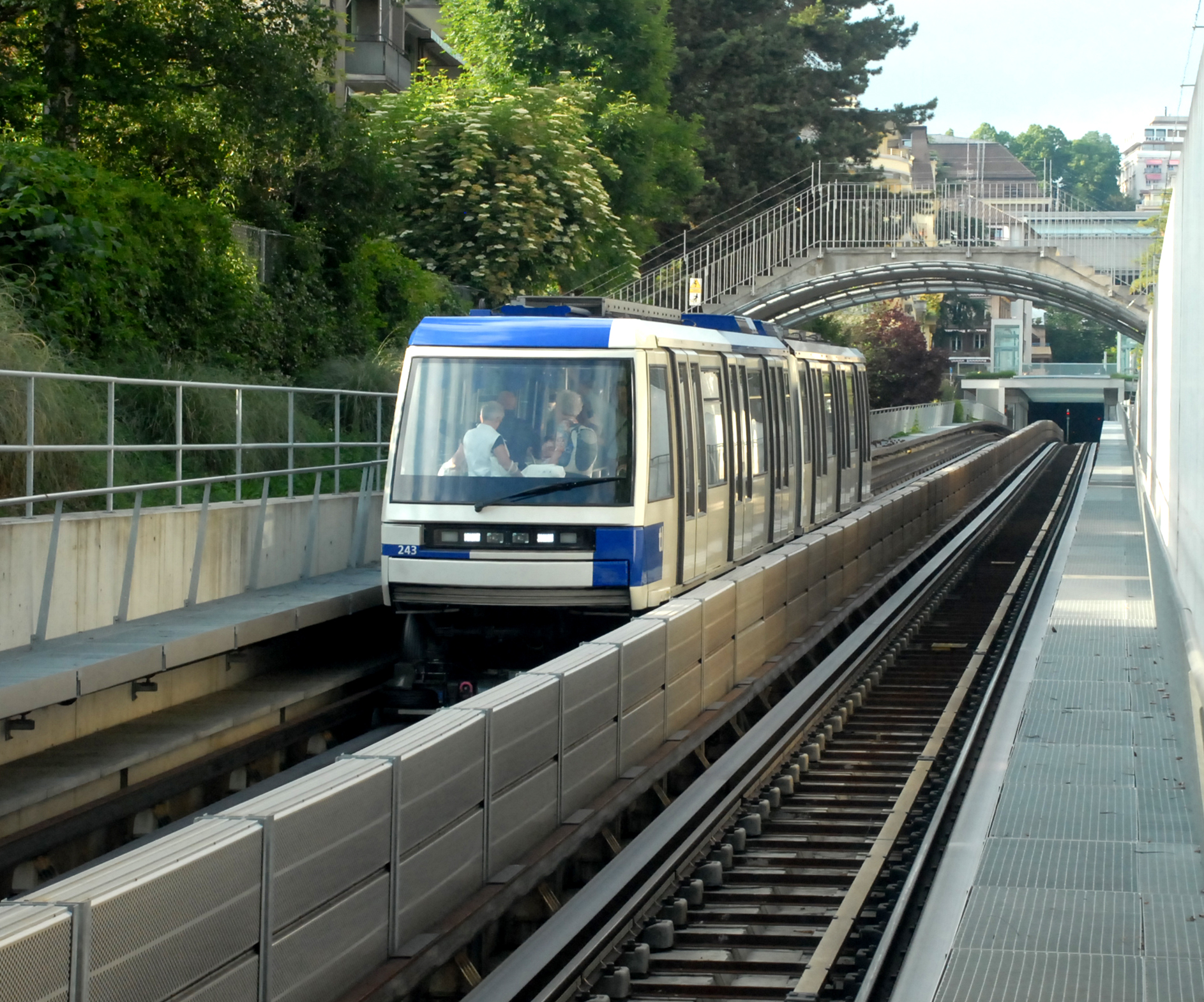
Souprava automatického metra na lince M2

Nádraží Lausanne Švýcarských spolkových drah (SBB) je jedním z nejdůležitějších uzlů švýcarské železniční sítě. Jezdí odtud přímé rychlíky téměř do všech regionů Švýcarska a také linka TGV do Paříže. První železniční trať dorazila do Lausanne 5. května 1856, kdy byla otevřena trať Renens–Lausanne. Ta zpočátku spojovala hlavní město Vaudois s Morges, v roce 1858 přibyly tratě do Ženevy a Yverdonu a v roce 1859 do Neuchâtelu. Dne 2. dubna 1861 byl otevřen úsek Simplonské dráhy na Ženevském jezeře z Lausanne do Villeneuve v kantonu Valais. O rok a půl později, 4. září 1862, byl zahájen provoz na trati Lausanne – Fribourg – Bern. Po ní byl 5. listopadu 1873 slavnostně otevřen úsek úzkorozchodné železnice Chemin de fer Lausanne-Echallens-Bercher (LEB) z Lausanne do Cheseaux-sur-Lausanne, který zajišťuje přístup na severní předměstí města.
Místní veřejnou dopravu v Lausanne provozuje společnost Transports publics de la région lausannoise (zkratka tl). Kromě deseti linek lausannských trolejbusů provozuje tato společnost různé autobusové linky ve městě a v jeho aglomeraci. Kromě toho existují linky M1 a M2 metra Lausanne. Stanice Lausanne-Flon je křižovatkou metra a LEB. Metro má dvě trasy, zčásti je vedeno po povrchu nebo na visutých tratích. Linka M2 je plně automaticka. Lausannské metro je jediné ve Švýcarsku. Bývalá lausannská tramvajová doprava byla do roku 1964 nahrazena trolejbusovou. Od otevření první etapy výstavby Rail 2000 v prosinci 2004 existuje v okolí Lausanne také příměstská železnice RER Vaud.
Lausanne je díky síti lodí na Ženevském jezeře spojeno po vodě s mnoha obcemi na břehu jezera ve Švýcarsku až po Ženevu, stejně jako s Évian-les-Bains a dalšími městy ve Francii. Společnost Compagnie Générale de Navigation sur le Lac Léman má svou základnu a loděnici v přístavu Ouchy v Lausanne. Společnost rovněž provozuje flotilu lodí z období Belle Époque, kterou tvoří pět kolesových parníků a tři dieselelektrické kolesové lodě postavené v letech 1904–1926.
Na náhorní plošině Blécherette nad centrem města se od roku 1910 nachází letiště Lausanne-La Blécherette pro civilní letadla.
Pro turisty ubytované v Lausanne nabízí město využití veřejné dopravy zdarma až na 15 dní pomocí takzvané Lausanne Transport Card.

## Pamětihodnosti
Historické město se dělí na La Cité s katedrálou a hradem, La Palud, Le Bourg, Saint-Laurent a Le Pont.
- Nejvýznamnější památkou je gotická katedrála Notre-Dame. Z raně křesťanské svatyně byla přestavěná kolem roku 1000, roku 1173 zahájil románskou stavbu trojlodí biskup Laundry de Durnes. Hotová stavba byla vysvěcená roku 1275 za přítomnosti papeže Řehoře X. a římského císaře Rudolfa Habsburského. Cenný soubor monumentálního kamenosochařství rané gotiky ve Švýcarsku tvoří tympanon a sochy jižního portálu (dnes zaskleného). V 1. třetině 16. století biskupové Aymon a Sébastien de Montfalcon dostavěli západní portál a upravovali interiér a křestní kapli. Od roku 1536 katedrála slouží reformované církvi. Trojlodní bazilika s příčnou lodí, vysokým chórem s ochozem kaplí má jednu mohutnou hranolovou věž v průčelí (druhá nebyla postavena) a druhou věž nad křížením. Rozeta v jižním průčelí transeptu má raně gotické barevné vitráže z roku 1235, které vytvořil mistr Pierre z Arrasu, a roku 1894 byly restaurovány. Ostatní sklomalby pocházejí z 18. až 20. století. Vnitřní zařízení bylo většinou zničeno, v jižní části příčné lodi se dochovaly tři gotické náhrobky biskupů ze 14. století se 2 mramorovými a 1 pískovcovou figurou, při severním vstupu do chóru je náhrobek Otty von Grandson z roku 1328. V zamřížované kapli v západní části baziliky lze vidět vyřezávané gotické chórové lavice, jedna ze 13. století patří k nejstarším ve Švýcarsku, ostatní pocházejí z roku 1509. Renesanční křtitelnice s řezaným nástavcem je v křestní kapli v podvěží. Roku 1873 slavný francouzský architekt Viollet-le-Duc navrhl a zahájil rekonstrukci katedrály v neogotickém slohu. Roku 2003 byly na kruchtu instalovány nové varhany se 110 rejstříky a pěti manuály.

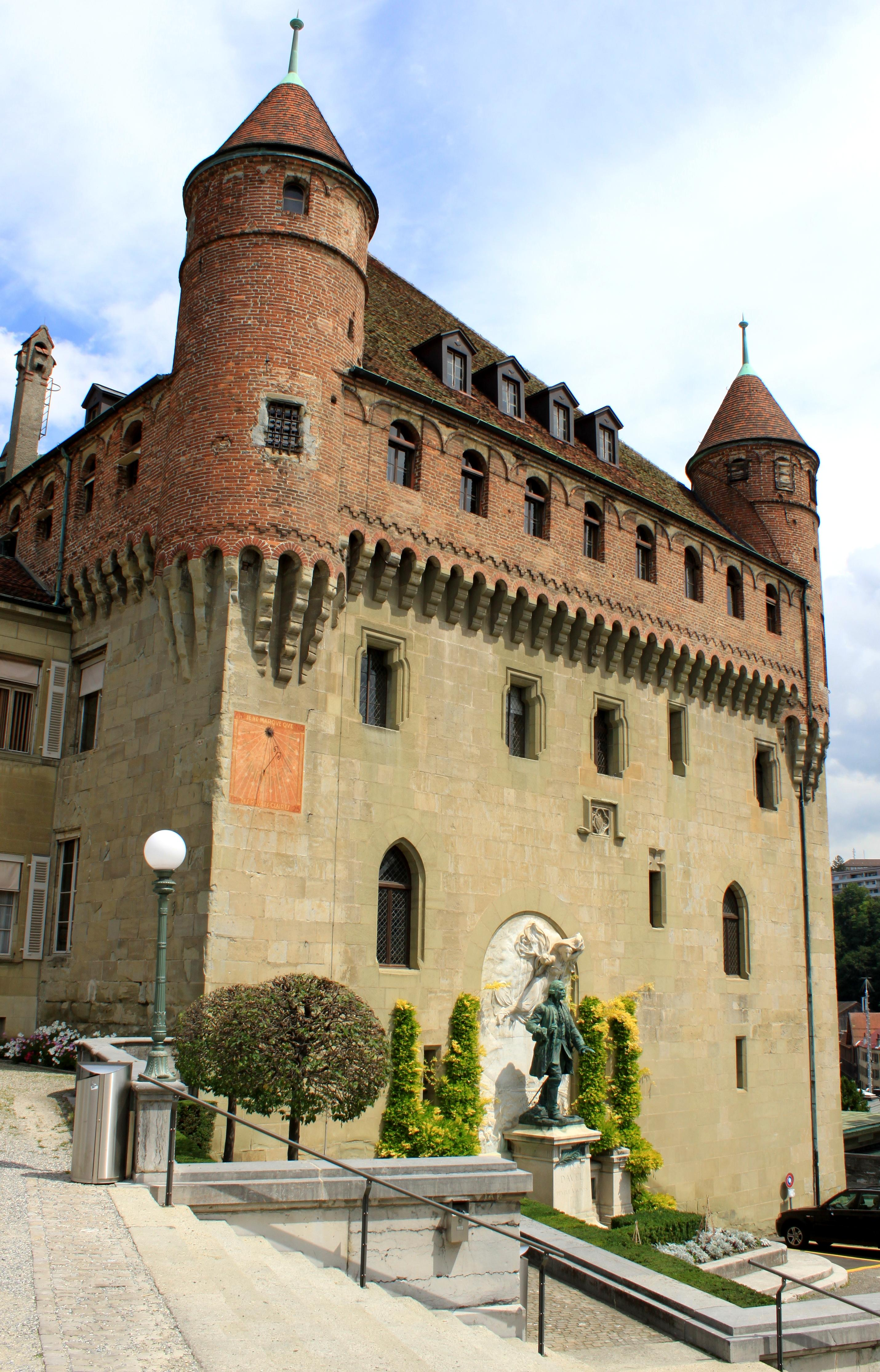
Hrad Sainte-Maire

- Z původně biskupského hradu Sainte-Maire se zachovala hranolová obytná věž (donjon) z tzv. kyklopského zdiva (kvádry velkého formátu z pískovce a vápence) ze 13. století a zbytky kaple; přestavba a nástavba z režných cihel proběhla na počátku 15. století. Slouží městské administrativě. V průčelí je umístěna bronzová socha mons. Davela, významného starosty z doby kolem 1723, vytvořená roku 1898. Další starosta je připomenut bronzovým poprsím na západní straně.
- Biskupský palác, stavba na půdorysu tvaru L naproti katedrále byla založena v 11. století, přestavěna do současné podoby ve 14. a 15. století a mnohokrát upravena.
- Jacquemardova věž (1380) je pozůstatek středověkého opevnění města.
- Náměstí Le Palud je malebné tržiště s radnicí a měšťanskými domy ze 17. až 20. století, odkud se po krytých schodech vystupuje ke katedrále.
- Kostel sv. Františka ve čtvrti Le Bourg je gotická bazilika s malovanými klenbami, původně klášterní kostel minoritů ze 13. století, s věží z 15. století; je odsvěcený a slouží koncertům a kulturním akcím města.
- Ve vnějších čtvrtích je řada paláců jako Villais de Mon Repos, a bohatých vil z 18. a 19. století, zámky Beaulieu, Béthussy.Denantou, Chateau d’Ouchy aj.
- Z vrchu Le Signal (690 m) severně od centra, kam vede lanovka, je vyhlídka na město i na Ženevské jezero.[18]

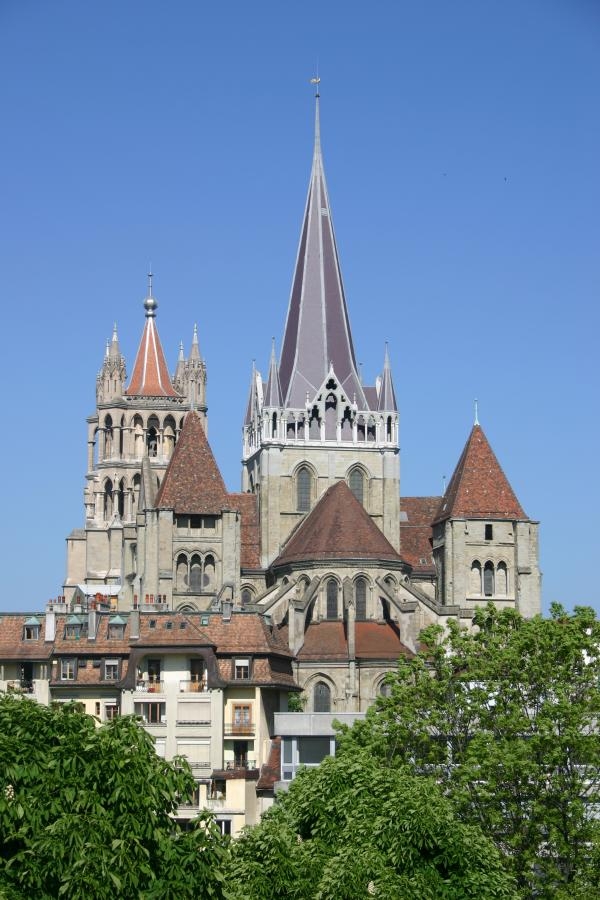
Katedrála od východu
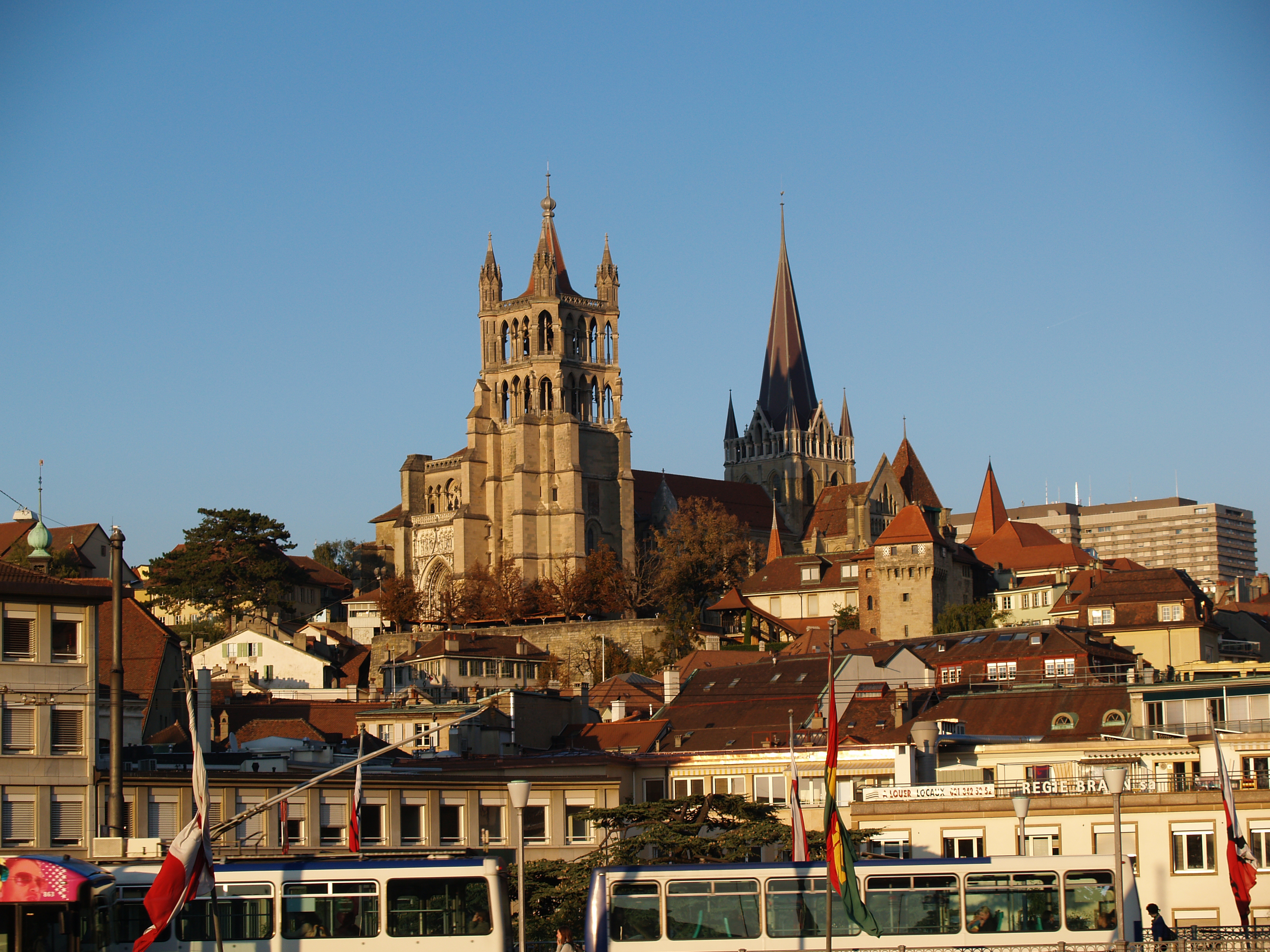
Katedrála z mostu
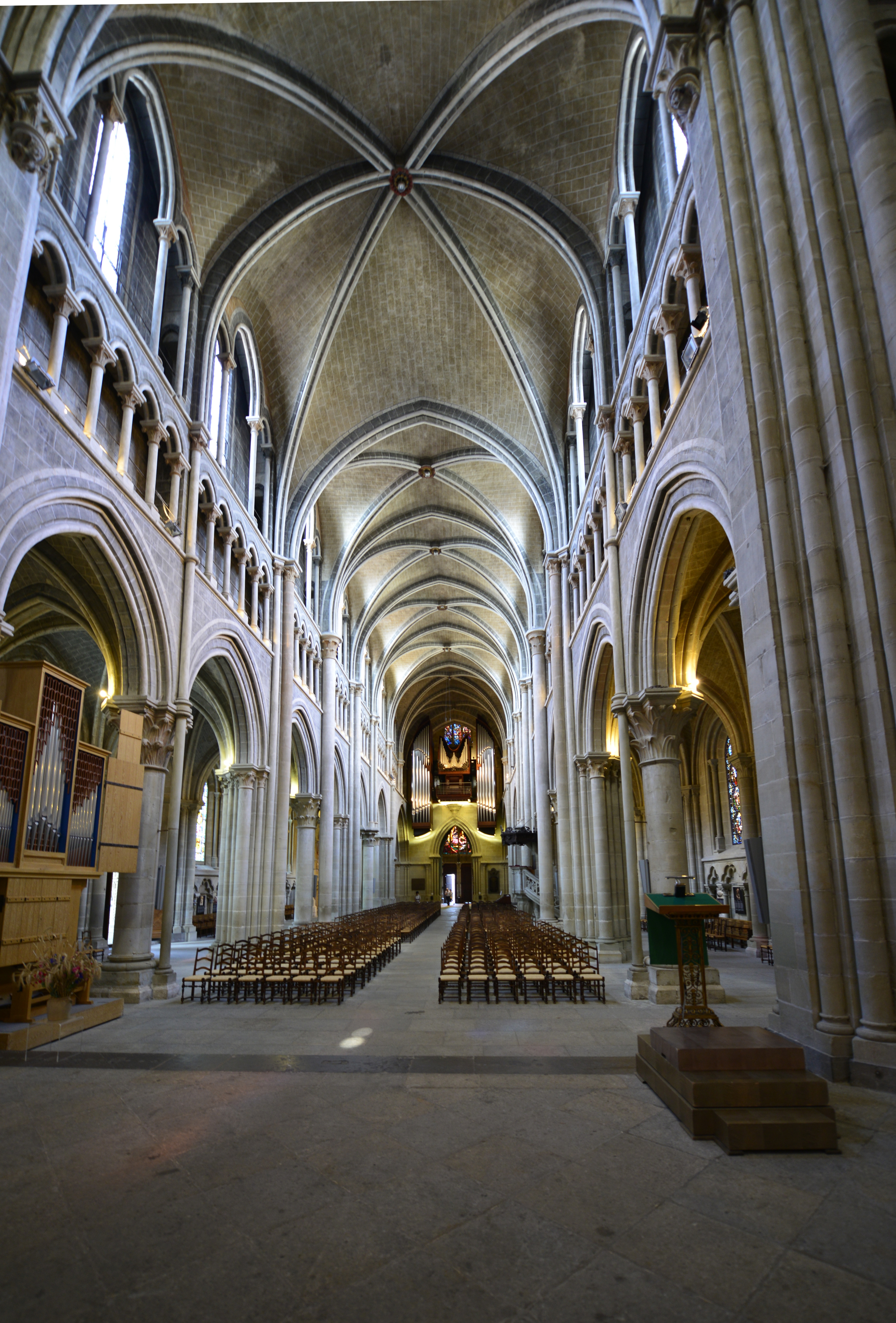
Interiér
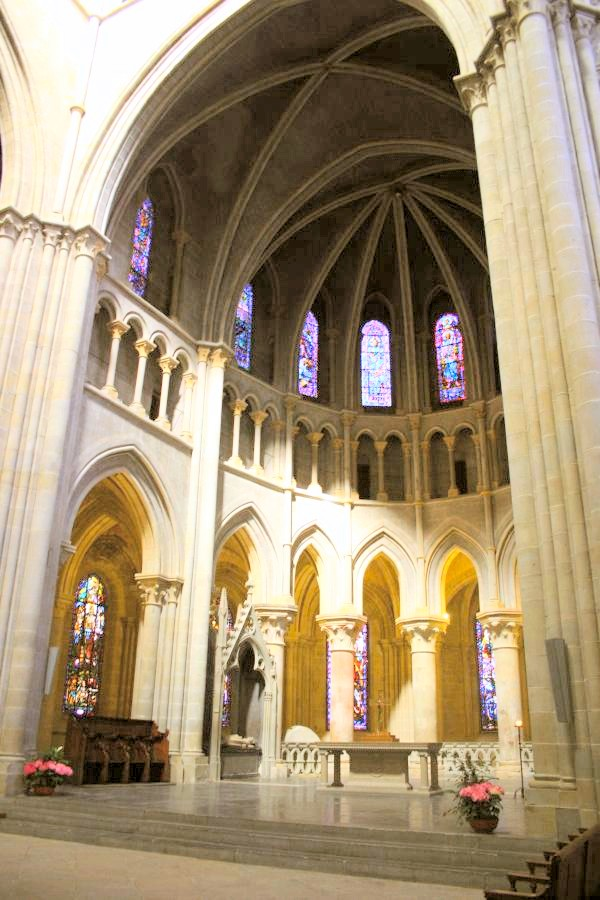
Závěr

## Muzea
- Muzeum umění Musée des beaux Arts vystavuje umělecké sbírky kantonu.
- Archeologické a historické muzeum Musée d’archéologie et d’histoire je impozantní stavba paláce sester Ruminových s věží a vyhlídkou z období Belle Époque, postavená roku 1888 podle projektu architekta Gasparda André pro univerzitu, univerzitní knihovnu a muzeum. Ovládá východní část náměstí pod katedrálou. Nejcennější jsou nově instalované archeologické sbírky v 1. patře, zahrnující období od pravěku až do konce středověku, včetně uměleckořemeslných předmětů. Sochařská sbírka není vystavena, 4 sály v mezipatře slouží k příležitostným výstavám. Ve třetím patře je přehledná zoologická expozice vzdělávacího typu.
- Římské muzeum Musée romain ve čtvrti Vidy vystavuje archeologické sbírky římské a galo-románské doby
- Olympijské muzeum, drobná stavba ve čtvrti Vidy, na niž navazuje kempink.
- Musée de l’Élysée je věnováno nejen švýcarské fotografii.
- Nadace Ermitáže je soukromé muzeum, pořádající výstavy starého umění.

## Sport

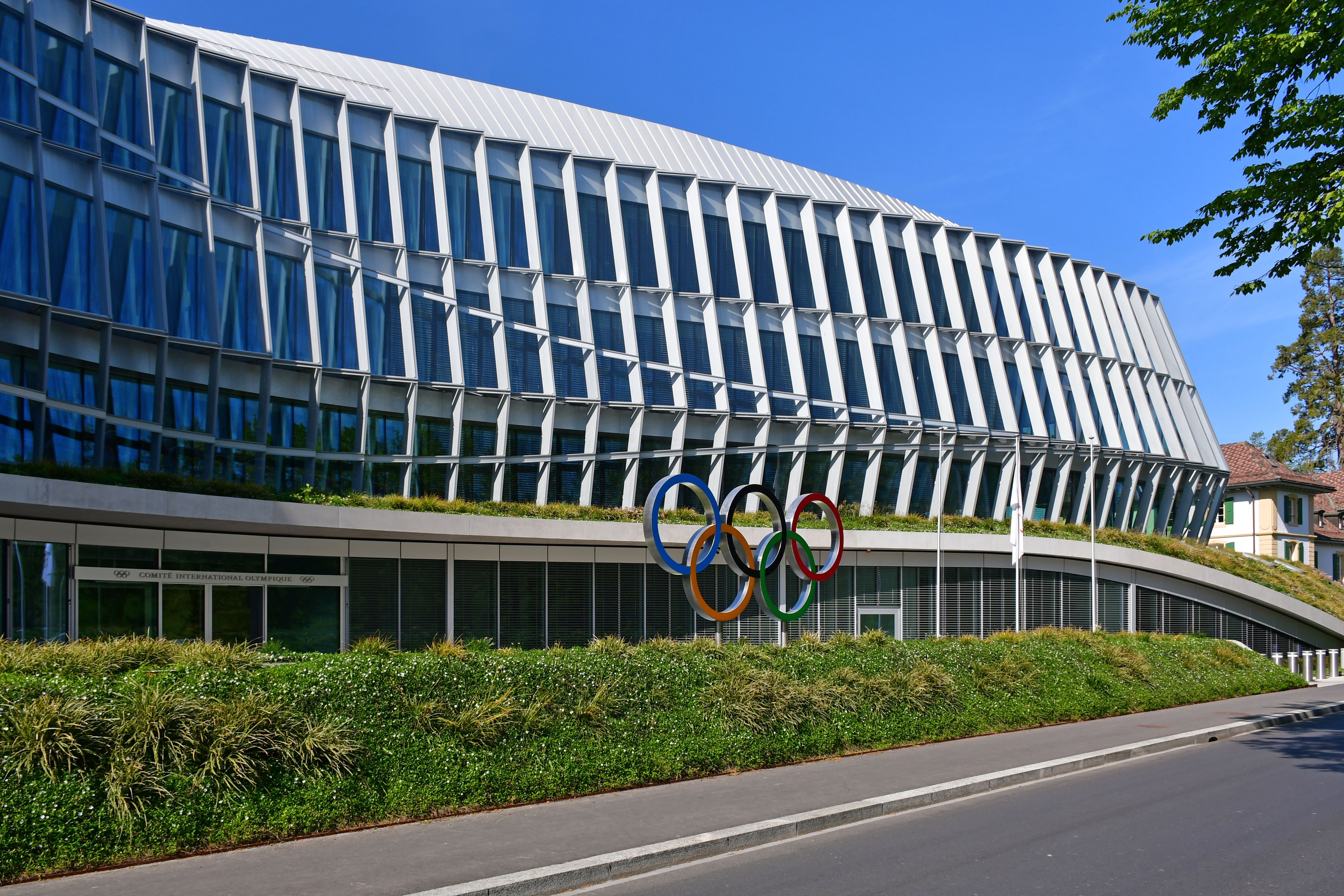
Budova sídla v MOV v Lausanne

Lausanne je sídlem různých světových sportovních federací, které získaly nové administrativní centrum v budově Maison du Sport International u Ženevského jezera. V Lausanne sídlí Mezinárodní olympijský výbor (MOV) a od roku 1993 je město také sídlem Olympijského muzea.
Mezi hlavní sportovní federace se sídlem v Lausanne patří Mezinárodní federace stolního tenisu, Mezinárodní volejbalová federace, Mezinárodní baseballová federace, Mezinárodní hokejová federace, Mezinárodní šermířská federace, Mezinárodní jezdecká federace, Mezinárodní zápasnická federace (United World Wrestling), Světová federace tanečního sportu, Mezinárodní plavecká federace, Světová lukostřelecká federace, Mezinárodní letecká federace, Mezinárodní kanoistická federace, Mezinárodní veslařská federace či Mezinárodní gymnastická federace.
Nedaleko Lausanne mají svá sídla i další sportovní organizace, například Mezinárodní federace motocyklistů v Mies, Mezinárodní cyklistická unie v Aigle a UEFA v Nyonu.
Nejvýznamnějším fotbalovým klubem ve městě je FC Lausanne-Sport, který byl založen v roce 1896 jako Montriond FC. Od roku 2022, po sestupu z nejvyšší ligy, hraje klub opět v druhé nejvyšší švýcarské lize, kde má od roku 2019 zastoupení ve švýcarském profesionálním fotbale druhý klub z Lausanne, FC Stade Lausanne-Ouchy. Kromě Lausanne má více než jeden klub ve švýcarském profesionálním fotbale pouze město Curych.
Významným hokejovým klubem je HC Lausanne.
Město má sportovní zařízení umístěná především v blízkosti břehu jezera a na kopcích nad Lausanne. Patří k nim olympijský stadion La Pontaise, kde hraje své domácí zápasy FC Stade Lausanne-Ouchy, Stade de la Tuilière, domovský stadion FC Lausanne-Sports, hokejový stadion Vaudoise Aréna s kapacitou přibližně 10 000 míst jako domovský stadion Lausanne HC a Stade Pierre de Coubertin u Ženevského jezera. Na hranici obce s Epalinges se nachází golfové hřiště Le Chalet-à-Gobet.
Lausanne bylo jedním ze šesti míst konání mistrovství světa ve fotbale v roce 1954. Konalo se zde také mistrovství světa v ledním hokeji 1961. V roce 2012 se v Lausanne poprvé konala zastávka Longines Masters of Lausanne v rámci Global Champions Tour. V roce 2020 hostilo Lausanne zimní olympijské hry mládeže. V Lausanne se také měly konat zápasy nejvyšší divize nakonec zrušeného mistrovství světa v ledním hokeji 2020.

## Školství

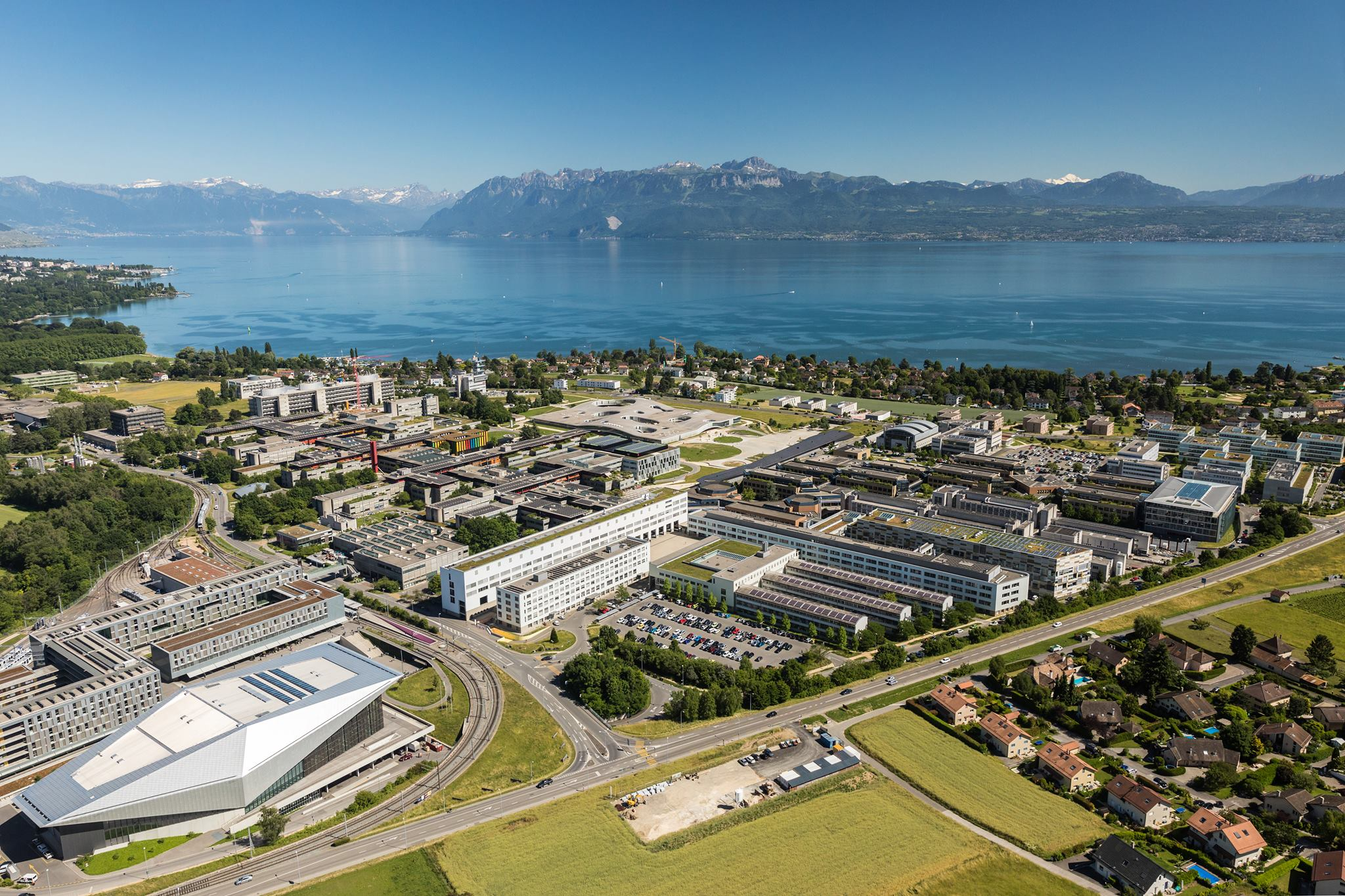
Kampus UNIL

Lausanne je významné vzdělávací centrum západního Švýcarska. Významnou vzdělávací institucí je místní univerzita (Université de Lausanne, UNIL), která byla založena v roce 1890 a nyní sídlí v Dorigny. Má 6 fakult, které tvoří moderní stavební komplex z 80. let 20. století. Tento kampus přiléhá k západní hranici města, s nímž je spojen linkou metra č. 1. Z někdejších venkovských hospodářských stavení byl zachován mlýn (Mouline), který dal jméno jedné ze stanic metra, sýpka adaptovaná na restauraci (Grange) a část vesnice Dorigny, rovněž název stanice metra. Mezi další významné instituce École polytechnique fédérale de Lausanne (EPFL; česky Švýcarský federální technologický institut v Lausanne) a Centre hospitalier universitaire vaudois (CHUV), která slouží jako centrální nemocnice pro západní Švýcarsko a v několika nedávných žebříčcích byla zařazena mezi nejlepší nemocnice na světě.

## Osobnosti

### Rodáci
- David Bennent (* 1966), herec

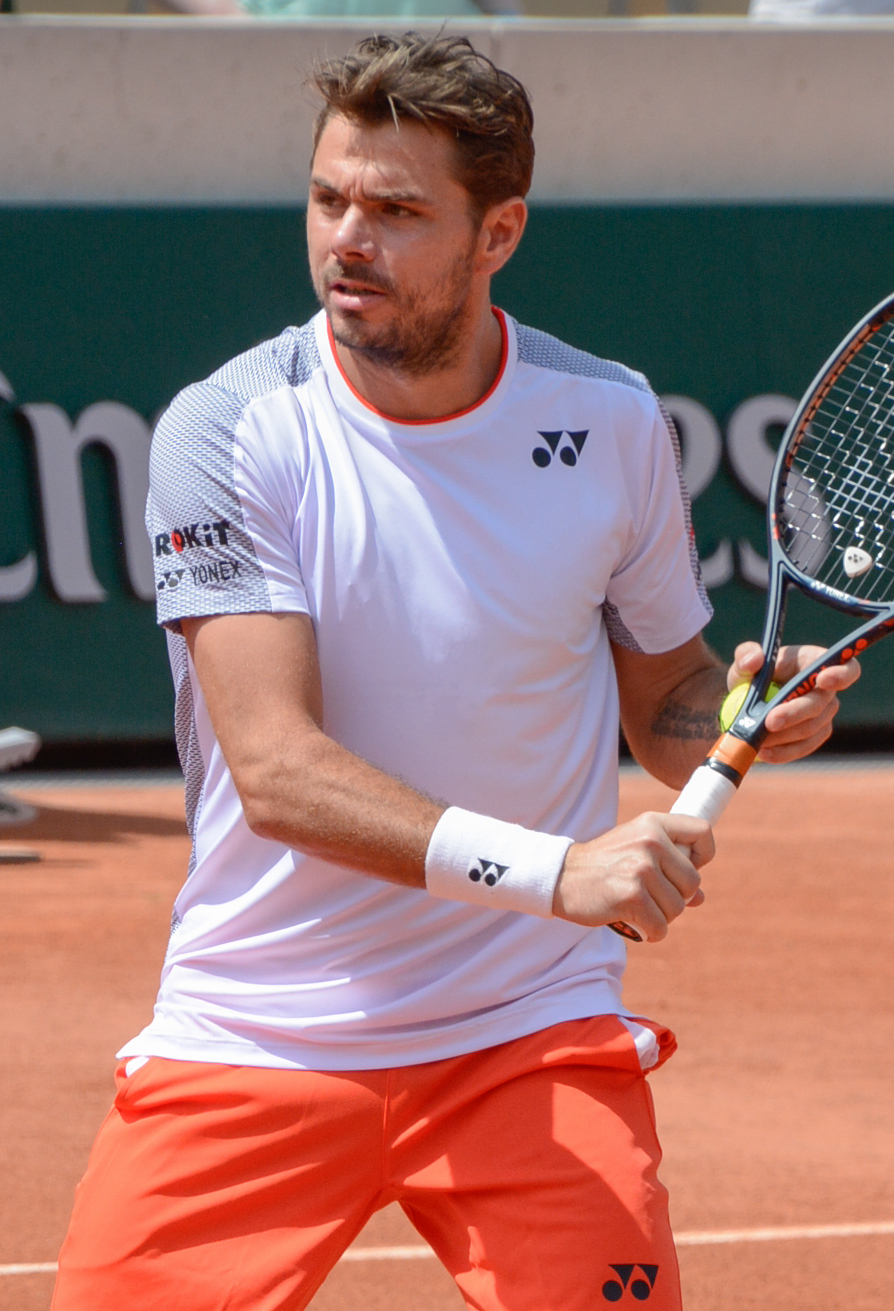
Stan Wawrinka

- Johann Ludwig Burckhardt (1784–1817), cestovatel a orientalista
- Alejo Carpentier (1904–1980), spisovatel
- Stéphane Chapuisat (* 1969), fotbalista
- Benjamin Constant (1767–1830), spisovatel
- Charles Dutoit (* 1936), dirigent
- Vincent Perez (* 1962), herec a režisér
- Bertrand Piccard (* 1958), psychiatr a vzduchoplavec
- Charles-Ferdinand Ramuz (1878–1947), spisovatel
- Ubolratana Radžakanjaová (* 1951), thajská princezna
- Théophile Alexandre Steinlen (1859–1923), malíř
- Bernard Tschumi (* 1944), architekt
- Félix Vallotton (1865–1925), malíř
- Stanislas Wawrinka (* 1985), tenista

### Obyvatelé
- Jean Anouilh (1910–1987), francouzský dramatik
- Viktorie z Battenbergu (1887–1969), královna Španělska
- Maurice Béjart (1927–2007), choreograf
- Capucine (1928–1990), herečka a modelka
- Coco Chanel (1883–1971), módní návrhářka, pohřbena v Lausanne
- Charlie Chaplin (1889–1977), herec a režisér
- Pierre de Coubertin (1863–1937), zakladatel Mezinárodního olympijského výboru, pohřben v Lausanne
- Jean-Pascal Delamuraz (1936–1998), politik, švýcarský spolkový prezident
- Carl Fabergé (1846–1920), klenotník
- Edward Gibbon (1737–1794), historik
- Ingvar Kamprad (1926–2018), zakladatel firmy IKEA
- Stéphane Lambiel (* 1985), krasobruslař
- Carl Gustaf Emil Mannerheim (1867–1951), politik a diplomat
- James Mason (1909–1984), herec
- Auguste Piccard (1884–1962), vědec, fyzik a vynálezce
- Georges Simenon (1903–1989), spisovatel
- Karol Szymanowski (1882–1937), hudební skladatel
- Eugène Viollet-le-Duc (1814–1879), architekt

## Partnerská města
- Osijek, Chorvatsko